# 鴿子與豌豆
《鴿子與豌豆》（Le pigeon aux petit pois）是巴勃羅·畢加索在1911年完成的畫作。 是2010年5月20日巴黎現代藝術博物館被盜的五幅作品之一，這些畫作的總價值為1.23億美元。
次年盜賊和主使者被發現，但是並沒有找到失竊作品。